# Pseudorabdion modiglianii
Pseudorabdion modiglianii — вид змій родини полозових (Colubridae). Ендемік Індонезії.

## Поширення і екологія
Pseudorabdion modiglianii відомі за кількома зразками, зібраними в провінції Західна Суматра на острові Суматра в період до 1894 року.